# Licania lasseri
Licania lasseri là một loài thực vật có hoa trong họ Cám. Loài này được Maguire mô tả khoa học đầu tiên năm 1952.